# Stone (Einheit)
Das Stone (englisch Stein) ist eine britische nicht SI-konforme Einheit von Masse und Gewichtskraft. Es wird in Avoirdupois (Pfund), Unzen und Dram unterteilt. Bei traditionellen englischen Einheiten wurde nur bei wissenschaftlichem Gebrauch zwischen Gewichtskraft und Masse unterschieden. Beispiel: lbf als pound-force (Kraftpfund).
- Einheitenzeichen: st
- 1 st = 14 lb = 224 oz = 3584 dr = 6,35029318 kg
- 1 tn.l. = 160 st = 2240 lb

Bis 1985 war das Stone in Großbritannien eine offizielle Einheit. Seitdem ist sein Gebrauch zu geschäftlichen Zwecken (z. B. Warenauszeichnung, technische Daten) durch den Weights and Measures Act ausdrücklich untersagt. Gleiches gilt für die oben zur Erklärung benutzten Einheiten Dram und (long) ton. In einigen Staaten des Commonwealth ist es weiterhin üblich, das menschliche Körpergewicht in stone anzugeben („I have lost two stone five“ – „Ich habe zwei Stone und fünf Pfund (15 kg) abgenommen“). Stone hat als inoffizielle Einheit für menschliches Körpergewicht eine ähnliche Bedeutung wie die veraltete und abgeschaffte Kilokalorie im Deutschen als Einheit für den Energiegehalt von (menschlicher) Nahrung oder PS für die Leistung speziell von Verbrennungsmotoren, die trotz Abschaffung nicht wirklich aus dem Alltagsgebrauch verschwinden.
Zum Teil wird das Gewicht von Wrestlern, Boxern und Jockeys noch in Stone und Pfund angegeben, was jedoch zunehmend durch eine Angabe in Pfund ersetzt wird.
Wenn Stone als Einheit mit vorangestellter Zahl verwendet wird, benutzen britische Muttersprachler kein Plural-S, ohne Zahl dagegen schon („What is your weight in stones and pounds?“ – „Wie ist dein Gewicht in Stone und Pfund?“).

## Historisches Maß

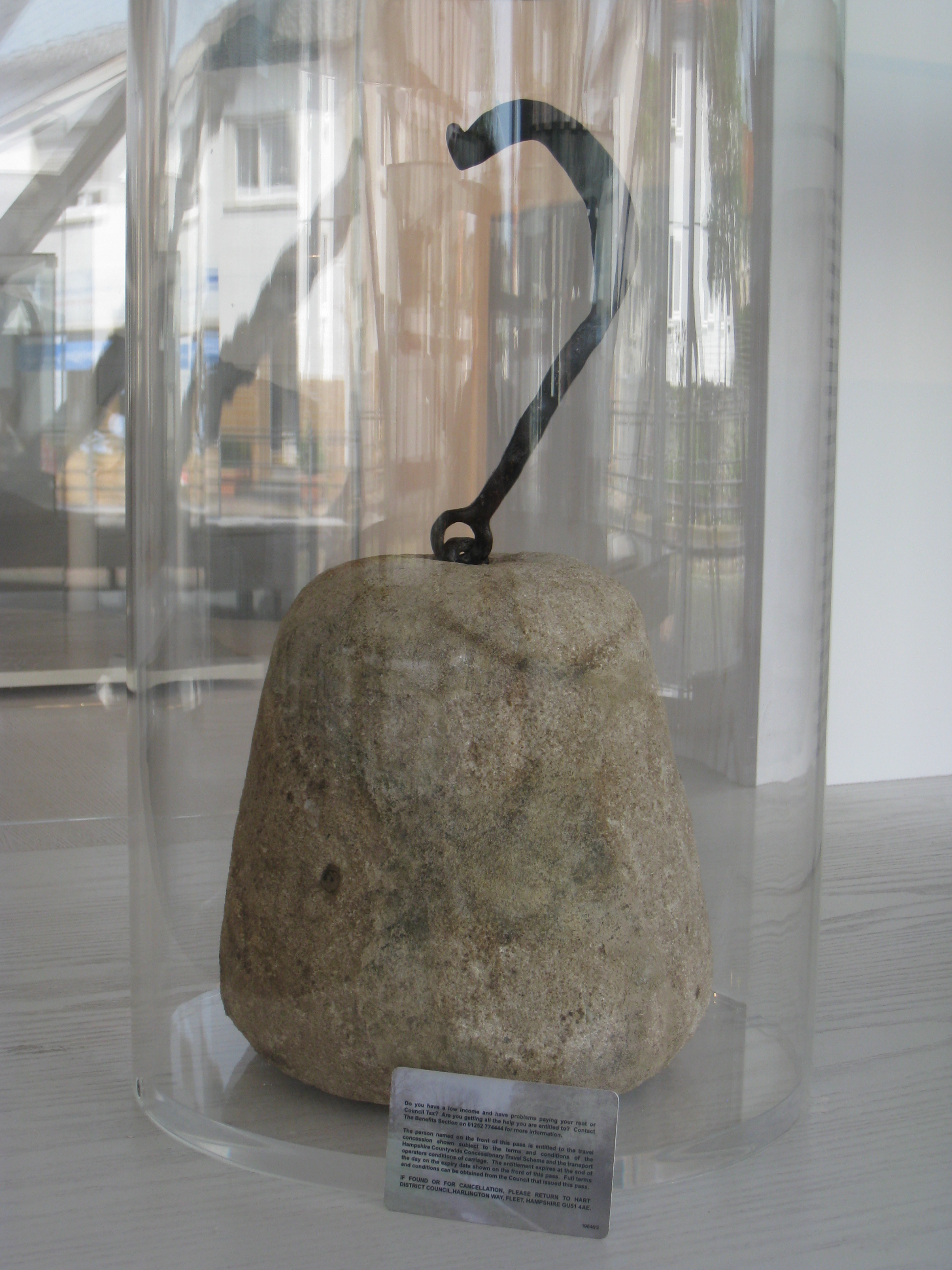
Römischer „Stein“ (13 kg), Stadtmuseum Eschborn

- Fisch und Fleisch 1 Stone = 8 Imperial-Standard Avoir du pois-Pfund ≈ 3629 Gramm
- Glas 1 Stone = 5 Imperial-Standard Avoir du pois-Pfund ≈ 2268 Gramm
  - Glas 25 Stone = 1 Seam
- Wolle 1 Stone = 2 Cloves/Nails = 14 pound ≈ 6326 Gramm
  - 2 Stone = 1 Tod
  - 13 Stone = 1 Wey
  - 26 Stone = 1 Sack
  - 312 Stone = 12 Sack = 1 Load/Last[2]